# میچل وات
میچل وات (انگلیسی: Mitchell Watt؛ زادهٔ ۲۵ مارس ۱۹۸۸) ورزشکار دو و میدانی اهل استرالیا است.
وی در مسابقات کشوری و بین‌المللی در مجموع برندهٔ ۲ مدال نقره، ۲ مدال برنز شده‌است.